# Observatório União
O Observatório União (em inglês: Union Observatory) foi um antigo observatório astronômico situado em Joanesburgo, África do Sul. É portador do código IAU 078.

## História
Anteriormente conhecido como Observatório Transvaal até 1912, tornou-se o Observatório República em 1961. Bem lembrado pela qualidade de seus diretores, estudou os corpos menores e fez a descoberta da Proxima Centauri, os problemas da crescente poluição luminosa em Joanesburgo levou ao seu encerramento, em 1971-1972.
Naquela época, o governo sul-africano decidiu agrupar todas as pesquisas astronômicas em um só corpo, que mais tarde ficou conhecido como o Observatório Astronômico Sul-Africano (SAAO); Tem a sua sede na Cidade do Cabo e também tem atividades em Sutherland. Os principais telescópios do Cabo foram movidos para Sutherland, e o Observatório Radcliffe em Pretória também foi desmantelado.
O Observatório União passou por uma série de mudanças de nome:
- Departamento Meteorológico de Transvaal 1903-1909
- Observatório Transvaal 1909-1912
- Observatório União 1912-1961
- Observatório República 1961-1971

Seus diretores foram:
- Robert Innes 1903–1927
- Harry Edwin Wood 1927–1941
- Willem Hendrik van den Bos 1941–1956
- William Stephen Finsen 1957–1965
- Jan Hers 1965–1971